# Emma Hayes
Emma Hayes MBE (Camden, Londres; 18 d'octubre de 1976) és una entrenadora de futbol professional anglesa. Actualment és l'entrenadora del club Chelsea Women de la FA WSL. Anteriorment va ser entrenadora i directora d'operacions futbolístiques del Chicago Red Stars de la Women's Professional Soccer dels Estats Units des de 2008 fins al 24 de maig del 2010.

## Carrera
Originària del barri londinenc de Camden, va estudiar a la Liverpool Hope University, on es va graduar el 1999. Va ser entrenadora de les Long Island Lady Riders entre 2001 i 2003, entrenadora principal de futbol femení en el Iona College de New Rochelle entre 2003 i 2006, i entrenadora assistent del primer equip i directora de l'acadèmia de l'Arsenal Ladies entre 2006 i 2008.
Hayes es va incorporar al Chicago Red Stars com a directiva en 2008. Després de ser acomiadada el 2010, va assumir el càrrec de directora tècnica al Western New York Flash i el va assessorar en matèria de fitxatges, ajudant a crear un equip que va guanyar el campionat de futbol professional femení de 2011. Després d'una altra etapa com a assessora del Washington Freedom, Hayes va tornar a Londres i va treballar en el negoci familiar, Covent Garden FX, una empresa de canvi de divises.
L'agost de 2012, Hayes va aconseguir el lloc d'entrenadora del Chelsea FC Women  en substitució de Matt Beard, del Liverpool.

### Temporada 2015
Després de perdre per poc el títol de la FA WSL 1 de 2014 en l'última jornada, Hayes va supervisar una gran renovació de la plantilla que es va traduir en la incorporació de diversos fitxatges. La portera sueca Hedvig Lindahl i la prometedora central anglesa Millie Bright, entre els nous fitxatges. Marija Banusic, Gemma Davison i Niamh Fahey també es van unir al Chelsea, fitxant des del Kristianstads, el Liverpool Ladies i l'Arsenal Ladies respectivament. Més endavant en la temporada, Hayes va guanyar la carrera per la davantera del Reading i de la selecció anglesa, Fran Kirby, per un preu rècord a Gran Bretanya. Amb els records agonitzants de la derrota de l'última jornada encara present en la memòria, Hayes va guiar al seu equip cap a un històric doblet de lliga i copa, imposant-se en la final de la Copa de la FA gràcies a un solitari gol de Ji So-yun al final de la primera part. Més endavant en la temporada, es va venjar guanyant el títol de la FA WSL 1, després de derrotar el Sunderland a casa per 4-0 per assegurar-se el trofeu.
A la Lliga de Campions Femenina, les de Hayes van arribar als vuitens de final després de derrotar el Glasgow City. Després de la seva derrota a casa per 2-1 davant el VfL Wolfsburg, Hayes va criticar a l'Associació de Futbol per la mala programació dels partits, insistint que la competició està "orientada als equips francesos, alemanys i suecs, i fins que no canviem això o escoltem a clubs com el Chelsea sempre quedarem eliminades en les primeres rondes".

### Temporada 2016
L'equip de Hayes van acabar en segon lloc en la FA WSL 1, a cinc punts de les campiones Manchester City. Els Blues també van arribar a la final de la FA Cup per segon any consecutiu, perdent per 1-0 davant un potent equip de l'Arsenal.
Hayes va ser nomenada membre de l'Orde de l'Imperi Britànic (MBE) en l'aniversari de 2016 pels serveis al futbol.

### Temporada 2017
Amb la incorporació de noves jugadores com Ramona Bachmann, Maren Mjelde, Erin Cuthbert i Crystal Dunn, Emma Hayes va guiar al seu equip fins al primer lloc, en una FA WSL1 reorganitzada, per la diferència de gols.
L'equip també va jugar les competicions de la FA Cup i va arribar a la semifinal, però va ser eliminat pel Birmingham City en un llançament de penals.

### Temporada 2020
Hayes va tractar de reconstruir l'equip a terme de la temporada 2017-18 al voltant de les noves incorporacions de Sam Kerr, Pernille Harder, Melanie Leupolz, Magda Eriksson i Ann Katrin Berger, després d'haver desplaçat a algunes jugadores clau del primer equip. En les temporades 2019-20 i 2020-21, el seu equip va guanyar dos títols consecutius de la WSL en el qual van ser anys de rècord, després d'una campanya 2018-19 sense trofeus. Tenint en compte el domini del Chelsea a la temporada 2020-21 a Europa i Anglaterra, alguns observadors el van aclamar com un dels millors equips de la història.

## Estadístiques directives
S'inclouen tots els jocs competitius de lliga, copa i Europa.
A 3 maig 2021
| Equip              | Any           | Record | Record | Record | Record | Record |
| Equip              | Any           | P      | G      | E      | D      | G%     |
| ------------------ | ------------- | ------ | ------ | ------ | ------ | ------ |
| Chicago Red Stars  | 2008–2010     | 44     | 12     | 11     | 21     | 027.27 |
| Chelsea F.C. Women | 2012–         | 216    | 145    | 29     | 42     | 067.13 |
| Total carrera      | Total carrera | 260    | 157    | 40     | 63     | 060.38 |

## Honors directius
Chelsea Women
- FA Super League femenina (4): 2015, 2017–18, 2019–20, 2020–21
- FA WSL Spring Series (1): 2017
- Copa FA femenina (2): 2014–15, 2017–18
- Copa de la Lliga Femenina de la FA (2): 2019-20, 2020-21
- FA Community Shield femení (1): 2020

## Vida personal
Hayes va ingressar a l'acadèmia de l'Arsenal, però una lesió de turmell durant un viatge d'esquí quan tenia 17 anys, va posar fi a la seva carrera com a jugadora. Un cop descartat el futbol, Hayes va cursar estudis europeus, espanyol i sociologia al Liverpool Hope College i, posteriorment, un màster en intel·ligència i afers internacionals.
El 2018, Hayes estava embarassada de bessons, però va perdre un d'ells, Albie, a les 28 setmanes. Més tard va donar a llum al bessó supervivent, Harry, el 17 de maig de 2018.
Hayes atribueix a Vic Akers, antiga entrenadora de l'Arsenal Women FC, amb el qual va formar part de l'equip quan l'equip va guanyar un quàdruple sense precedents a la temporada 2006-07 per haver tingut una influència "enorme" en la seva carrera.
Fran Kirby, davantera del Chelsea, que va patir una greu depressió després de la pèrdua de la seva mare a principis de la seva vida i per una malaltia que va posar en perill la seva carrera a la fi dels 20 anys, està especialment unida a Hayes. Parlant de la influència positiva de l'entrenadora en la seva vida, va dir: "Emma ha estat increïble. Ha estat la roca, la persona que s'ha assegurat de protegir-me de tot".